# Дюнан, Жан

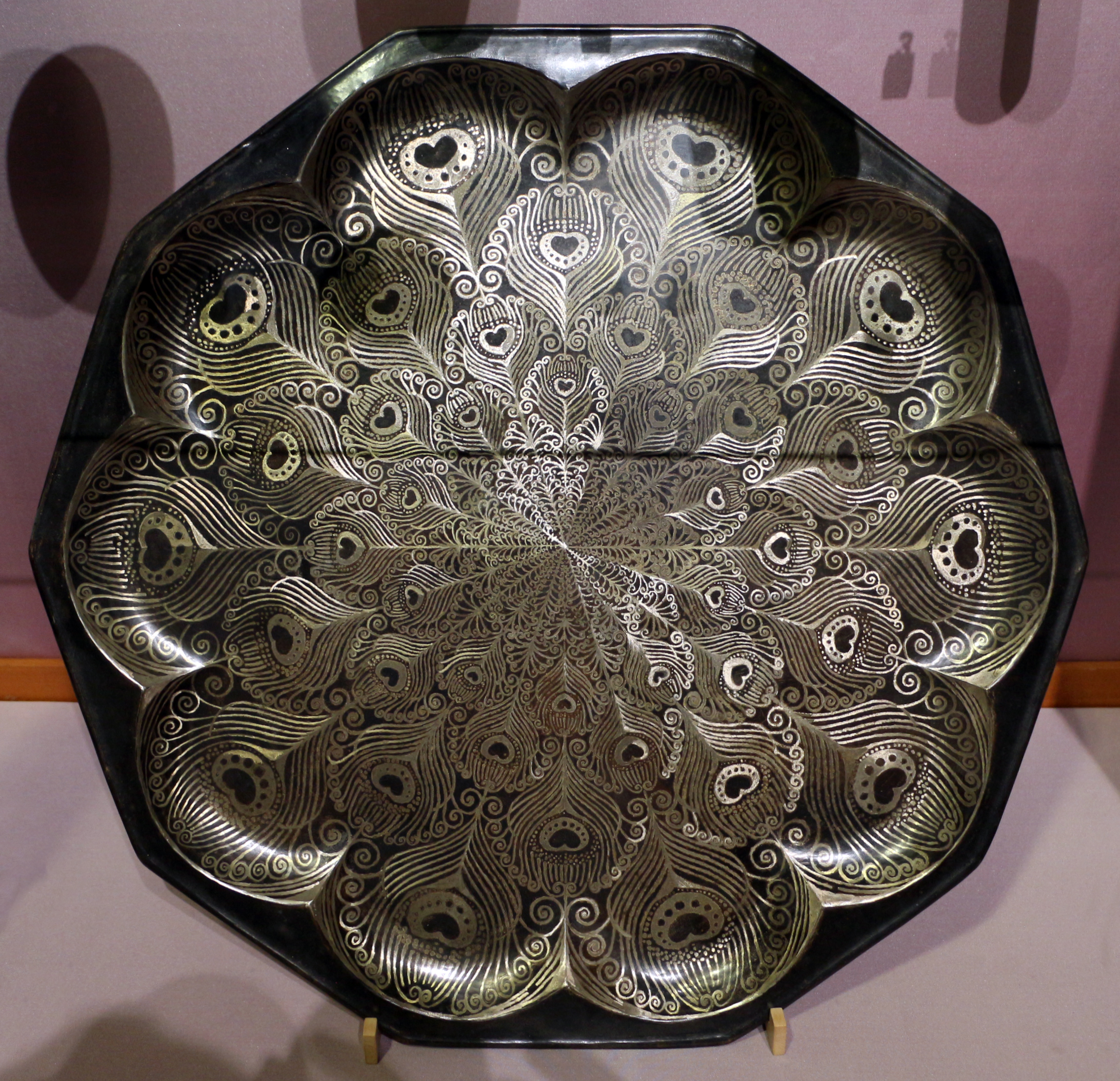
Блюдо с павлинами, 1914

Жан Дюнан (фр. Jean Dunand; 20 мая 1877 — 7 июня 1942) — швейцарский и французский скульптор, художник и дизайнер интерьеров.
В 1925 году на Парижской выставке Жан Дюнан показал курительную комнату, где лакированные стенные панели были отделаны чёрным и серебром, а рисунок тканей возник под влиянием африканского и абстрактного искусства.

## Память
В честь художника названа часовая фирма Jean Dunand, выпускающая эксклюзивные модели.